# Otto Andersson (łyżwiarz)
Otto Andersson (ur. 22 stycznia 1891, zm. w XX wieku) – szwedzki łyżwiarz szybki, brązowy medalista mistrzostw świata i Europy.

## Kariera
Pierwszy sukces w karierze Otto Andersson osiągnął w 1909 roku, kiedy zdobył brązowy medal podczas wielobojowych mistrzostw świata w Oslo. W zawodach tych wyprzedzili go jedynie dwaj reprezentanci Norwegii: Oscar Mathisen oraz Oluf Steen. W poszczególnych biegach zajął tam drugie miejsce w biegach na 5000 i 10 000 m, szóste na 1500 m oraz ósme w biegu na 500 m. Brązowy medal zdobył również na mistrzostwach Europy w Hamar, gdzie jego najlepszym wynikiem było trzecie miejsce w biegu na 5000 m. W pozostałych biegach był czwarty na 500 i 1500 m oraz piąte na 10 000 m. W klasyfikacji końcowej wyprzedzili go tylko Rosjanin Nikołaj Strunnikow oraz Thomas Bohrer z Austro-Węgier. Był ponadto szósty na mistrzostwach świata w Trondheim w 1911 roku oraz piąty na rozgrywanych rok później mistrzostwach Europy w Sztokholmie.